# Universidad Nacional Guillermo Brown
La Universidad Nacional Guillermo Brown (UNaB) es una universidad pública argentina creada en 2015. Está ubicada en la ciudad de Burzaco, Buenos Aires, Argentina.

## Historia
La Universidad Nacional Guillermo Brown (UNaB) fue creada por la Ley 27.193 del Congreso Nacional en noviembre de 2015 y comienza a funcionar en agosto de 2019.
Nació para garantizar el derecho social a la educación superior y formar profesionales que promuevan el desarrollo social, económico y productivo de la región y del país. La Universidad debe cumplir un importante rol en la construcción y desarrollo social, junto con las acciones de otros ámbitos públicos, las organizaciones de la sociedad civil, el sector productivo.
Para ello, la UNaB se propone:
- Brindar diversas carreras de pregrado, grado y posgrado, desarrollando estrategias de enseñanza que promuevan el uso de tecnologías, metodologías y estrategias de aprendizaje innovadoras.
- Asegurar condiciones para el ingreso, permanencia y egreso de nuestros estudiantes promoviendo acciones formativas efectivas y asegurando el desarrollo de competencias específicas del discurso profesional y académico.
- Formar graduados con un perfil profesional comprometidos con los valores democráticos, el desarrollo social y productivo que garanticen la calidad de vida de la comunidad local, regional y nacional.
- Generar conocimiento científico, tecnológico, artístico y cultural mediante actividades de investigación y desarrollo priorizando los ejes de problemáticas locales, regionales y nacionales.
- Integrar los saberes e iniciativas de la sociedad del contexto en que se inscribe, para enriquecer nuestra perspectiva académica, incrementar la creatividad y procurar acciones transformadoras.
- Contribuir al desarrollo de la cultura, la memoria, la identidad y el patrimonio cultural material e inmaterial, a nivel local, regional y nacional.

Todos estos objetivos, se enmarcan en un trabajo comprometido con la comunidad, promoviendo la igualdad de oportunidades en materia de género, edad, identidad cultural, origen social, idioma, religión, discapacidad, etc. y asegurar políticas que promuevan hábitos sociales e institucionales de no discriminación.

## Carreras
Las carreras que actualmente se dictan en la universidad son:
De grado:
- Lic. Ciencia política
- Lic. Ciencia de Datos
- Lic. Logística y Transporte
- Ciclo de Complementación Curricular de la Lic. Enseñanza de Matemática
- Lic. Administración

De pregrado:
- Tec. Programación
- Tec. Acompañamiento Terapéutico
- Tec. Diseño y Desarrollo de Producto
- Tec. Comunicación Digital
- Tec. Automatización y Control
- Tec. Logística y Transporte
- Tec. Gestión de las Organizaciones
- Tec. Prótesis Dental

## Autoridades
Las actuales autoridades son:
- Rector: Lic. Pablo Matías Domenichini
- Vicerrector: Lic. Facundo Nejamkis
- Secretaría Académica: Dr. Matias Triguboff
- Secretaría General: Stella Salamone
- Secretaría Económico Administrativa: Diego Otero
- Secretaría de Extensión y Bienestar: Ignacio Jawtuschenko
- Secretaría de Posgrado: Andres Gilio